# Zlatá (ulice v Praze)
Zlatá je ulice na Starém Městě v Praze, která spojuje Anenské náměstí s ulicí Jilskou. Má převážně charakter klikatící se neprůjezdné pěší uličky a její části jsou uzamykatelné a ne vždy přístupné veřejnosti. V uličce je vstup do bývalého kostela svaté Anny.
Na začátku ulice je anenský klášter, dál pokračuje kolem Pražské křižovatky – bývalého kostela svaté Anny přes Liliovou ulici a při domě U Bílého kohouta (Liliová 8) pokračuje vpravo kolem komplexu barokního Svatováclavského semináře s refektářem do Husovy ulice. Tady prochází kolem kostela svatého Jiljí do Jilské ulice.

## Uzavírané úseky
Úsek mezi Anenským náměstím a jižní stranou kostela sv. Anny byl pro veřejnost otevřen v roce 2010 s tím, že byl na noc uzamykán. Na fotografii z roku 2013 je na tabulce uvedena provozní doba od 7:30 do 22 hodin v letním období a do 20 hodin v zimním období. V roce 2023 je vyvěšena provozní doba od 7 do 22 hodin v letním období a od 8 do 21 hodin v zimním období. Nyní (duben 2025) je úsek uzavřený a tabulka byla odstraněna. Uzavíratelná je ulička rovněž v úseku mezi Liliovou a Husovou ulicí, kde je uvedena otevírací doba (7.30–20, v létě do 22). Zbývající dva krátké úseky mají charakter běžné veřejné uličky. 

## Historie a názvy
Ulice dlouho asi žádné jméno neměla, název "Zlatá" měla sousední ulice Náprstkova, protože tam už ve 14. století bydleli zlatníci a šperkaři. Název "Zlatá" dostala v roce 1905, kdy se na počest českého vlastence a mecenáše Vojtěcha Náprstka původní "Zlatá" ulice přejmenovala na Náprstkovu.

## Budovy, firmy a instituce
- Anenský klášter – Zlatá 1[4]
- Kostel svaté Anny – Zlatá 2
- Dům U Voříkovských – Zlatá 6 a Liliová 5[5]
- Palác Hochbergů z Hennersdorfu – Zlatá 12 a Husova 7[6]